# Laca

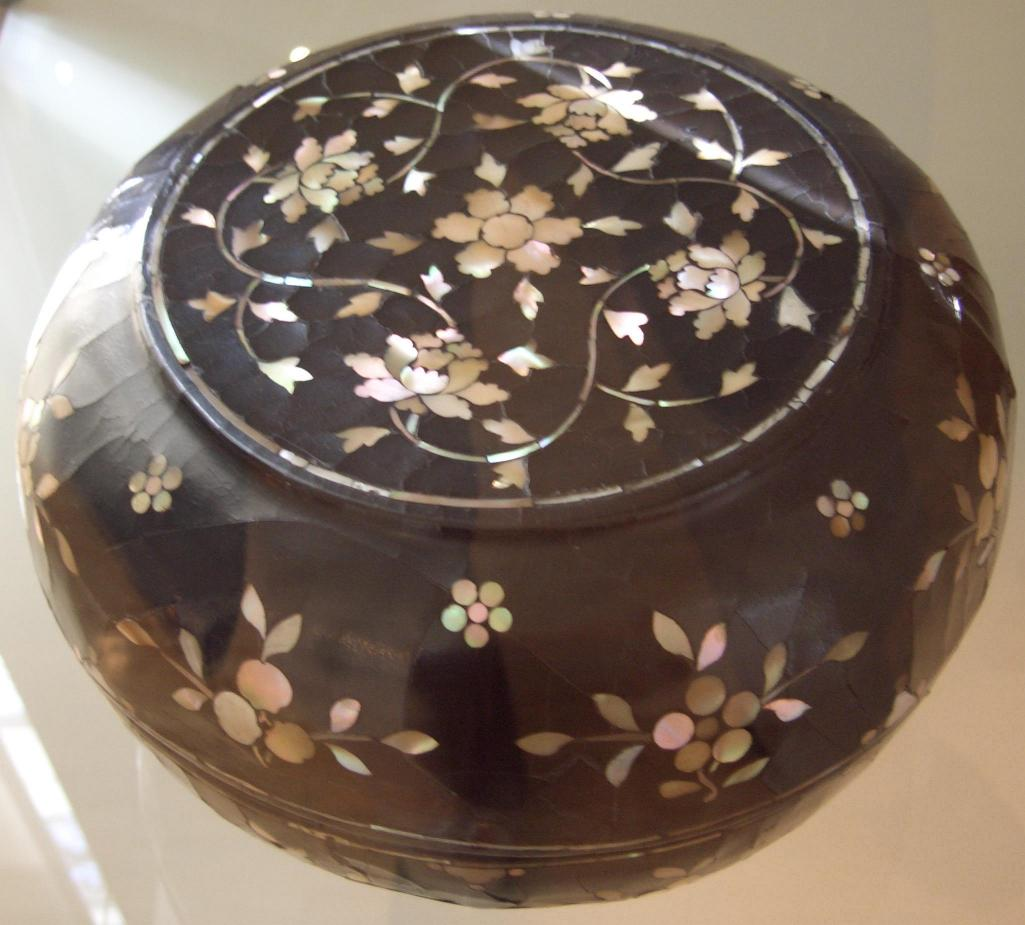
Caixa de laca da Dinastia Ming, século XVI

A laca é incrustação resinosa, produzida em certas árvores, resultante da secreção de insectos, como Kerria lacca (ant. Coccus lacca), encontrados em países do oriente como a Índia e a China.   [ligação inativa]

## História
Já praticada na China por volta do século VI a.C., a requintada arte da laca atingiu seu apogeu durante a dinastia Ming, mas continua a desenvolver-se tanto em países do Oriente como em vários países ocidentais.
Como outros vernizes naturais, a laca é uma resina obtida de plantas da família das anacardiáceas, em geral das espécies Rhus succedanea, R. vernicina e Melanorhoea laccifera, originárias do Extremo Oriente. Colhido através de incisão na casca dessas árvores, o exsudado (látex de aspecto cremoso) é purificado por várias filtragens e preservado contra a acção do ar e da luz em recipientes hermeticamente fechados.

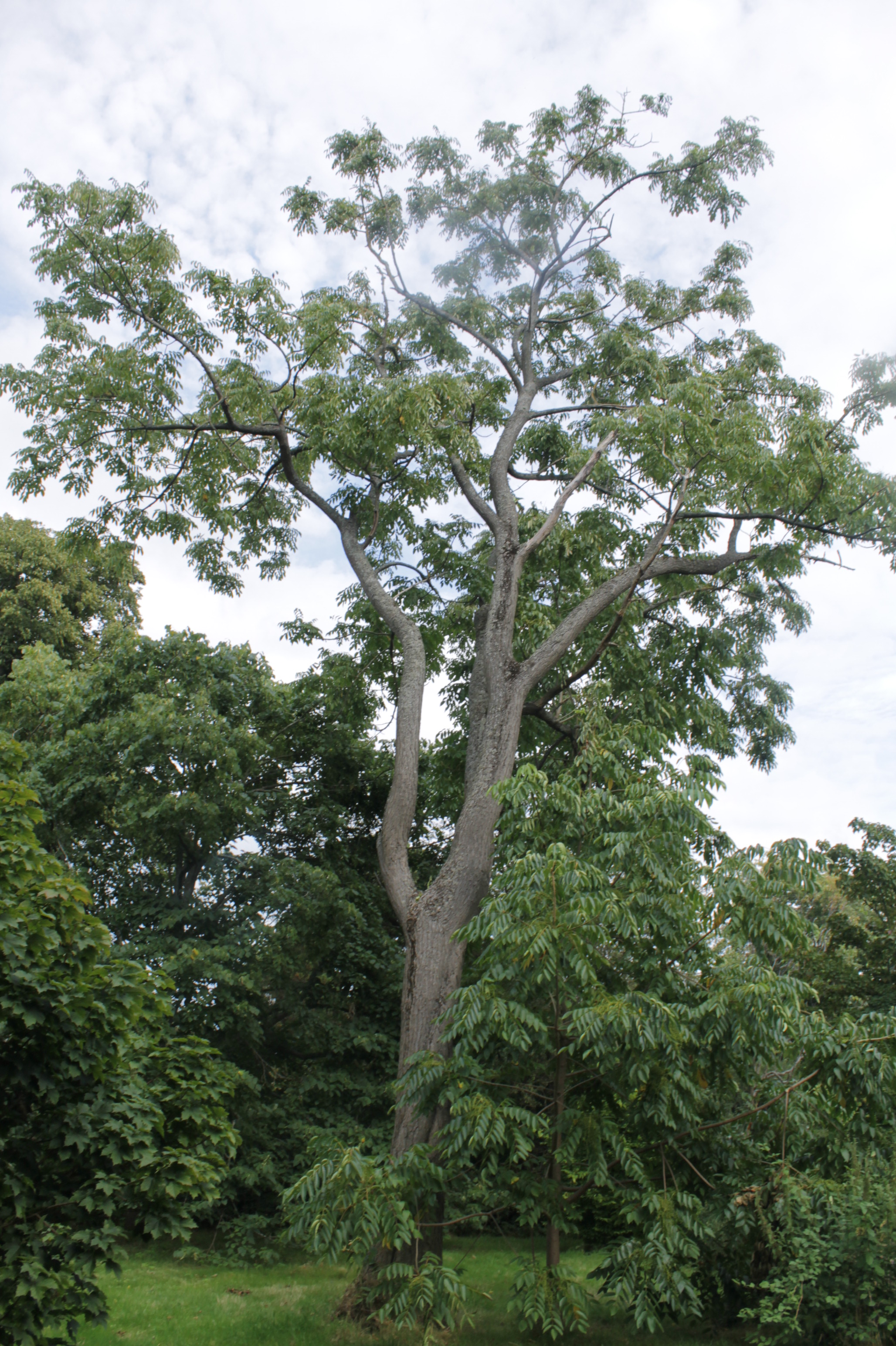
Toxicodendron vernicifluum

Com um pincel muito leve, sobrepõem-se ao objecto que se pretende decorar, geralmente de madeira, várias (às vezes mais de vinte) camadas finas de laca, que pode ser pigmentada. À aplicação de cada camada seguem-se a secagem, em atmosfera quente, úmida e livre de poeira, e o polimento, para obter homogeneidade e brilho. Sobre o objecto assim preparado podem executar-se diferentes técnicas de decoração como sejam a pintura, gravura ou incrustação, entre outras.
A laca é também bastante utilizada no acabamento final de instrumentos musicais de madeira devido às suas características acústicas superiores em relação a equivalentes sintéticos.
As chamadas lacas de Coromandel, da costa leste da Índia, foram muito valorizadas na Europa. No Japão, onde a arte da laca foi assimilada no século VIII da era cristã, criou-se um verdadeiro estilo nacional, marcado pelos pintores da escola de Tosa. As lacas importadas do Extremo Oriente apareceram na França no século XVII, e foram apreciadas sobretudo no século XVIII, no embelezamento de móveis. No século XX, a técnica foi praticada, de modo original, por artistas franceses de fama, como Jean Dunand e Pierre Bodot.
Também se dá o nome de "lacas" ou "pigmentos" aos corantes insolúveis em água, mas solúveis em óleos, ceras e outros solventes orgânicos. Na fabricação de tecidos, são usadas não no tingimento, mas na estamparia, quando se emprega o processo denominado "estamparia por pigmentos". É empregada também como elemento aglomerante de partículas na fabricação de abrasivos industriais, como disco (também conhecido como "rebolo") de rectificadora, ou lixadoras mecânicas variadas.